# 3-й Тупиковий провулок (Київ)
3-й Тупиковий провулок — провулок у Дарницькому районі міста Київ, у місцевості Бортничі. Пролягає від вулиці Вишневої до безіменного проїзду, який сполучає 2-й, 3-й Тупикові провулки та вулицю Вишневу із вулицею Левадною.

## Історія
Провулок виник у XX столітті, офіційна назва зафіксована у 2010-х роках.